# Bergh Károly
Bergh Károly (Varsány, 1838 – Budapest, 1889. június 16.) magyar építész.

## Élete és művei
Berg(h) Károly és Brodszky Ludovica fiaként született evangélikus családban. 1858-ban iratkozott be a bécsi Képzőművészeti Akadémia építészeti osztályára, ahol 1862 márciusáig az építészeti szakosztály hallgatója volt. Az 1860-as évek elején Hencz Antal építésszel együtt széles körben ismert építészeti irodája volt. 1864-ben 300 forintot ajánlottak fel a Képzőművészeti Társulat számára egy folyóirat indítására. Eleinte Nagykanizsán, később pedig a fővárosban lakott állandóan. Gyógyíthatatlan betegsége miatt 51 éves korában Budapesten önkezével vetett véget életének. Gazdag ember volt, végrendeletében negyvenezer forintot hagyott jótékony célra.
Ő volt a pesti régi városfal első tudományos felmérője is.

## Ismert épületei
- 1868: földszintes vonalzógyár, Budapest, Csengery utca 31. / Hunyadi tér 6.[9]
- 1869: Magyar–Hollandi Biztosító Rt., Budapest[10]
- 1870: lakóház, Budapest, Kálvin tér 8. / Török Pál u. 4. (csak az épület Török Pál utcai szárnyát tervezte ő)[11]
- 1874: (I.) Móritz-ház, Budapest, Múzeum u. 3.[8]
- 1874: Udvarnoky-ház, Budapest, Vámház körút 11.[8]
- 1875: Gregersen-ház, Budapest, Lónyay utca 29.[11][12]
- 1877: (II.) Móritz-ház, Budapest, Molnár u. 34.[8]
- 1884: lakóház, Budapest, József körút 51. (helyére modern lakóház épült az 1960-as években)[13]
- 1892: Bergh-ház, Budapest, József körút 49.[14]

Ő építette a király mácsai vadászkastélyát (Schulz Ferencz tervei alapján).